# Matthew Alan
Matthew Alan est un acteur américain. Il est apparu dans plus de 40 films, dont Le Lycée de la honte. Il est aussi le producteur du court métrage Bowman.

## Vie privée
Depuis 2008, il est en couple avec l'actrice britannique Camilla Luddington connue pour son rôle du docteur Joséphine "Jo" Wilson dans la série à succès créée par Shonda Rhimes, Grey's Anatomy. Ils se sont fiancés en décembre 2017 puis se sont mariés le 17 août 2019.
Le 9 mars 2017, ils ont accueilli leur premier enfant, une fille prénommée Hayden. Ils ont accueilli leur deuxième enfant, un fils nommé Lucas Matthew, le 7 août 2020.

## Filmographie

### Télévision
- 2015 : Night Shift : Brent Geisting (Aftermath)
- 2016 : NCIS : Nouvelle-Orléans : Troy Spooner (Means to an End)
- 2016 : Scorpion : Sam Roberts (Wreck the Halls)
- 2017 : 13 Reasons Why : Seth
- 2017 : L'Arme fatale : Officier Montero (The Murtaugh File)
- 2023 : Good Doctor : Seb (saison 6, épisode 21)
- 2024 : Présumé innocent : Dalton Caldwell
- 2024 : Found : Ivan Samuels (saison 2, épisode 3)
- 2024 : Chicago P.D. : Wes Arben (saison 11, épisode 2)
- 2024 : FBI: Most Wanted : Denny Cobb (saison 6, épisode 4)